# Episodi di FBI (terza stagione)
La terza stagione di FBI, composta da 15 episodi, è stata trasmessa in prima visione assoluta negli Stati Uniti d'America da CBS dal 17 novembre 2020 al 25 maggio 2021. 
In Italia la stagione è stata trasmessa in prima visione assoluta su Rai 2 dal 27 febbraio al 12 giugno 2021.
| n° | Titolo originale       | Titolo italiano               | Prima TV USA     | Prima TV Italia  |
| -- | ---------------------- | ----------------------------- | ---------------- | ---------------- |
| 1  | Never Trust a Stranger | Mai fidarsi degli sconosciuti | 17 novembre 2020 | 27 febbraio 2021 |
| 2  | Unreasonable Doubt     | Irragionevole dubbio          | 24 novembre 2020 | 13 marzo 2021    |
| 3  | Liar's Poker           | La strategia del bugiardo     | 8 dicembre 2020  | 20 marzo 2021    |
| 4  | Crazy Love             | Amore folle                   | 24 gennaio 2021  | 3 aprile 2021    |
| 5  | Clean State            | Tabula rasa                   | 26 gennaio 2021  | 10 aprile 2021   |
| 6  | Uncovered              | Reazioni                      | 9 febbraio 2021  | 17 aprile 2021   |
| 7  | Discord                | Discordia                     | 2 marzo 2021     | 24 aprile 2021   |
| 8  | Walk the Line          | Oltre il limite               | 9 marzo 2021     | 1º maggio 2021   |
| 9  | Leverage               | Il potere                     | 16 marzo 2021    | 8 maggio 2021    |
| 10 | Checks and Balances    | Sorveglianti e sorvegliati    | 6 aprile 2021    | 15 maggio 2021   |
| 11 | Brother's Keeper       | Amore fraterno                | 27 aprile 2021   | 22 maggio 2021   |
| 12 | Fathers and Sons       | Padri e figli                 | 4 maggio 2021    | 29 maggio 2021   |
| 13 | Short Squeeze          | Lupi di Wall Street           | 11 maggio 2021   | 5 giugno 2021    |
| 14 | Trigger Effect         | Traumi                        | 18 maggio 2021   | 12 giugno 2021   |
| 15 | Straight Flush         | Scala reale                   | 25 maggio 2021   | 12 giugno 2021   |

## Mai fidarsi degli sconosciuti
- Titolo originale: Never Trust a Stranger
- Diretto da: Alex Chapple
- Scritto da: Rick Eid

### Trama
La squadra dà il benvenuto a un nuovo membro, l'agente speciale Tiffany Wallace. Il nuovo caso riguarda degli assassini che hanno orchestrato una sparatoria di massa presso una società di media. Maggie termina il lavoro sotto copertura e rientra in squadra. Omar viene contattato da uno dei suoi informatori di nome Zain che potrebbe avere notizie degli assassini. Zain in realtà ha partecipato a sua insaputa alla strage come autista perché era sospettato di essere un informatore, Così ruba una macchina per dimostrare di essere un criminale. Scoperto da Omar tenta di scappare ma braccato decide di rifugiarsi in un negozio prendendo degli ostaggi. Omar tenta di farlo ragionare e riesce ad ottenere dei nomi che portano all'arresto degli autori della strage. Zain in piena confusione, continua a non volersi arrendere. Omar così entra nel negozio convincendolo ad arrendersi e a farsi arrestare solo dopo aver provato di aver contattato un suo amico per trovargli un lavoro.
- Guest star: Josh Segarra (agente speciale Nestor Vertiz), Vedette Lim (Elise Taylor), Taylor Anthony Miller (Kelly Moran), Cindy Cheung (NYPD Rep Ann), Andrew Yackel (Zayne), Lance Daniels (Connor Lang), Bill Cwikowski (Mark Wells), Sagar Kiran (Roman Isco), Carmen Lamar Gonzalez (artificiere), Ben Rosenblatt (Kent Barnett), Anna Basse (Allison), Zach Adkins (Spencer), Shadrack Boakye (Jalen), Niraj Arjan (Homeland Security Rep), Isaiah Seward (SWAT).
- Ascolti USA: 8 210 000 telespettatori[4]
- Ascolti Italia: 1 422 000 telespettatori – share 5,30%[5]

## Irragionevole dubbio
- Titolo originale: Unreasonable Doubt
- Diretto da: Jean de Segonzac
- Scritto da: Tom Szentgyorgyi

### Trama
La squadra deve indagare sul ritrovamento di tre cadaveri di donne, tutte sposate ma stuprate e senza fedi. Si pensa da subito a omicidi seriali e a Jubal viene in mente un caso simile che lui ha risolto otto anni fa, quando era ancora un alcolista. Per questo ha un incontro con la sua vecchia collega Rina Trenholm, ora agente capo a Newark. Jubal teme di aver sbagliato su Cory McMay, l'uomo accusato dell'omicidio simile incastrato con il DNA estratto dai residui di sperma sulla donna. Così Jubal decide di avere un confronto con lui che gli ribadisce la stessa versione di otto anni fa. Da subito si sospetta su Oren Tate, un cameriere di un ristorante dove una delle vittime era stata vista l'ultima volta. Tate già condannato per stalking, scappa per andare a casa sua e distruggere il suo PC che contiene meme di questa vittima che aveva rifiutato un suo approccio. Però il suo alibi regge. Così si indaga su un volontario pediatrico Peter Deleon, si sottopose da bambino ad un trapianto di midollo è il donatore era proprio Cory. Così Scola pensa ad un caso di chimerismo, cioè quando dopo un trapianto il ricevente assume lo stesso DNA del donatore. Effettuando le analisi, Jubal mette alle strette Peter, aiutato dalle prove portate da Omar. Tali prove sono le fedi nuziali ritrovate nel suo appartamento tra cui anche quella della vittima di otto anni fa. Così Jubal da la buona notizia a Cory che verrà scarcerato entro due settimane. Mentre ne Jubal né la sua partner dell'epoca subiscono provvedimento disciplinare poiché il caso di chimerismo era imprevedibile. Maggie invece confessa a Omar di avere una relazione con l'agente Nestor.
- Guest star: James Chen (Ian Lim), Kathleen Munroe (Rina Trenholm), Ari Fliakos (Cory McMay), Erin Gann (Oren Tate), Joshua Morgan (Peter Deleon), Karen Christie Ward (agente di polizia di Westchester Collins), Pierre Jean Gonzalez (Ben Santos), Meredith Handerhan (Taryn McMay), David North (Kenneth Higby), David Huynh (agente di polizia di Westchester), Sam Poon (ragazzo), Aaron Samuel Vargas (ragazzo), Andrew Scott May (Sous Chef), Zakiya Cook (Angela).
- Ascolti USA: 8 390 000 telespettatori[6]
- Ascolti Italia: 1 406 000 telespettatori – share 5,20%[7]

## La strategia del bugiardo
- Titolo originale: Liar's Poker
- Diretto da: Alex Chapple
- Scritto da: Joe Halpin

### Trama
Antonio Vargas, leader del cartello della droga dei Durango, è uno degli uomini più ricercati al mondo. Viene fermato da un agente in moto Tony Sanchez che il suo autista uccide. Così la squadra viene chiamata a risolvere il caso e durante una retata arresta Vargas. L'edificio risulta minato da esplosivo C4. Nonostante Vargas avverta del pericolo, gli uomini della S.W.A.T dell'FBI non credendogli attivano l'esplosivo che ferisce molti di loro. Vargas così viene portato al quartiere generale dell'FBI, quando nell'edificio l'analista Eloise entra con in dosso una bomba con detonatore a radiofrequenza. Eloise racconta che un uomo all'uscita della metropolitana le ha intimato di seguirla puntandole una pistola alla schiena. Entrata in un SUV con la violenza le fanno indossare la bomba. Gli artificieri comunicano che tra trenta minuti la bomba esploderà e solo il codice può evitare la detonazione. Vargas chiede in cambio del codice la sua liberazione che viene respinta sia da Isobel che da Reynolds, agente dell'ADIC. Mentre il tempo trascorre diventa sempre più evidente che l'unica opzione è la liberazione di Vargas. Isobel deve prendere la difficile decisione se sacrificare la sua coscienza o la sua carriera. Decide di liberare Vargas che una volta assicuratosi di non essere inseguito invia a Isobel il codice che ferma il timer. Isobel salva Eloise, ma rischia di chiudere la sua carriera se non catturerà al più presto Vargas.
- Guest star: Ben Shenkman (ADIC Reynolds), David Zayas (Antonio Vargas), Carmen Lamar Gonzalez (artificiere Carla Flores), Diego Aguirre (autista), Sir Brodie (testimone), Tracey Conyer Lee (detective NYPD), Robert Montana (poliziotto in moto NYPD Tony Sanchez), Jorge Sanchez-Diaz (scagnozzo), Paul Douglas Anderson (agente SWAT Jones), Chris Walker (capo della SWAT), Michelle Vo (Giornalista).
- Ascolti USA: 6 710 000 telespettatori[8]
- Ascolti Italia: 1 508 000 telespettatori – share 5,46%[9]

## Amore folle
- Titolo originale: Crazy Love
- Diretto da: Jean de Segonzac
- Scritto da: Rick Eid e Tamara Jaron

### Trama
Una sparatoria a una quinceañera lascia due morti cioè la festeggiata e sua madre, ma la squadra ritiene che potrebbero non essere stati gli obiettivi prefissati. Il padre e marito delle vittime ricorda che l'assassino aveva una cicatrice al polso. In realtà si rivela la runa Oþalan usata dai suprematisti di Boston. Scoperte le generalità dell'assassino ovvero Patrick, cercano di rintracciarlo. Dopo aver fatto irruzione nel luogo dove si nasconde, la squadra ingaggia un conflitto a fuoco in cui Patrick rimane ucciso. Nel suo appartamento ritrovano la foto del vero obiettivo da uccidere. Si tratta di Gabriel Ochoa, cameriere alla quinceañera. Scoprono che Gabriel aveva ritrovato il suo amore del liceo ovvero Valentina. I due avevano ripreso a frequentarsi, ma lei è la fidanzata di Jose Martinez, capo dei latin players. Dopo aver trovato un video in cui Valentina e l'assassino parlano, la squadra pensa che sia lei la mandante dell'omicidio. Cercano di avvertire Gabriel che viene ucciso. Interrogano Valentina che ammette di aver messaggiato con Gabriel, sotto pressione di Jose, senza sapere dell'intenzione di ucciderlo. Infatti lei amava Gabriel. Allora Omar e Maggie chiedono a Isobel di poter arrestare Jose, ma la richiesta viene respinta poiché l'agente Nestor sta lavorando ad un'inchiesta su Jose che ha la priorità. Infatti tra qualche giorno si terrà una riunione tra tutti i capi del cartello. Così chiedono a Valentina, che verrebbe accusata di complicità negli omicidi, di spingere Jose a confessare il misfatto. Jose indispettito dalle domande intima a Valentina di chiudere la bocca su Gabriel o verrà uccisa. Per incastrarlo inscenano un malfunzionamento della TV mentre, insieme ai suoi amici, guarda una partita. L'inconveniente serve a Valentina per accedere alla cassaforte delle armi e prelevare la pistola con cui ha ucciso Gabriel. Valentina, dopo aver consegnato la pistola, deve aspettare cinque giorni prima di liberarsi di Jose. Quest'ultimo va fuori di testa diventato paranoico e vuole ucciderla. Valentina riesce a contattare Maggie per chiederle aiuto. Omar e Maggie ottengono da Nestor l'appoggio per arrestare Jose. Così fanno irruzione appena in tempo per salvare Valentina e arrestano Jose. Omar si scusa con Maggie per tutti i contrasti avuti con Nestor, che nel momento decisivo ha preso la decisione di aiutarli.
- Guest star: Cinthya Carmona (Valentina), Manny Urena (Gabriel Ochoa), Andrew Casanova (Jose Martinez), Alexis Cruz (Hector Contreras), Nancy Ticotin (Anna Ortiz), Gonzalo Vargas (Carlos), Natascia Diaz (detective Cantrell), Liza Fernandez (Yolanda Herrara), Alex Perez (Luis), Abby Jim (Elena Contreras), Mariana Olga Parma (Camila Contreras), Angelica Ubiera (ospite).
- Ascolti USA: 8 990 000 telespettatori[10]
- Ascolti Italia: 1 102 000 telespettatori – share 4,30%[11]

## Tabula rasa
- Titolo originale: Clean Slate
- Diretto da: Rose Troche
- Scritto da: Claire Demorest

### Trama
Durante un campeggio una bambina di nome Grace Harris viene rapita. Si pensa ad un pedofilo e dalle indagini emerge la figura di un uomo bianco con Grace. Subito viene individuato un sospettato in Don Kirkpatrick, che ha precedenti con la giustizia, ma si riscontra dalle sue dichiarazioni che non ha rapito la bambina. La squadra trova nuovi indizi quando scopre che il rapimento potrebbe essere legato a uno scheletro nell'armadio di Ben, padre della piccola. Ben da adolescente, mentre era in campeggio grazie ad una borsa di studio, uccise involontariamente Lucy Parkin, una ragazza che lo aveva preso di mira. Infatti, dopo l'ennesima aggressione verbale da parte di Lucy, Ben la spinse accidentalmente e lei finì in un burrone. Ben finì per sei anni in riformatorio dove studio intensamente fino a laurearsi. Nemmeno Rhonda Harris, madre di Grace e moglie di Ben, conosce questo segreto. Adesso l'FBI sospetta di Ben per via del suo passato e dell'sua irreperibilità. Trovato da Maggie e Omar, Ben ammette di aver ricevuto una richiesta di riscatto da 250.000 dollari. Ben e Rhonda sono intenzionati a pagare senza l'aiuto dell'FBI. La squadra continua ad indagare e scopre che a rapire Grace è stato il fratello di Lucy, Ray Parkin. Messo a conoscenza Ben racconta il suo segreto a Rhonda che agisce d'impulso recandosi all'incontro con Ray e portando con sé il denaro. Ray aveva richiesto espressamente che Ben si recasse all'incontro poiché era una trappola per farlo fuori. Quando si presenta Rhonda, Ray è fuori di sé ma l'intervento di Maggie innesca una sparatoria in cui Ray muore. Addosso aveva una chiave numero 118. Questa chiave corrisponde ad una stanza di motel ma Grace non è lì. Per fortuna, Maggie nota nel parcheggio li vicino una Subaru nera. All'interno del bagagliaio c'è Grace. La vicenda si conclude nel miglior modo possibile. Maggie mette in dubbio la sua relazione con Nestor quando scopre che non è stato completamente onesto con lei. Infatti l'agente non ha messo al corrente Maggie di aver due figli, Ernesto e Teresa.
- Guest star: McKinley Belcher (Ben Harris), Anna Uzele (Rhonda Harris), Scott McCord (Don Kirkpatrick), Taylor Blackman (Matt), Melanie Sutrathada (Nicole), Ky Soto (Greg), Jeff Gurner (Elliot Frye), Jacob Ware (Ray Parkin), Billie Rae (Grace Harris), Vanessa Butler (agente polizia di stato Gates), Natasha Murray (tecnico ERT).
- Ascolti USA: 8 270 000 telespettatori[12]
- Ascolti Italia: 1 364 000 telespettatori – share 5,10%[13]

## Reazioni
- Titolo originale: Uncovered
- Diretto da: Alex Chapple
- Scritto da: Kristy Lowrey

### Trama
L'FBI interviene in un impianto chimico in cui si è verificata una rapina che ha provocato la morte di due agenti di frontiera con funzioni doganali. Si scopre che hanno portato via una cisterna di ammoniaca da quattromila litri ma anche che uno dei due rapinatori è ferito gravemente. Indagando rintracciano il pick-up usato nella rapina che contiene tracce di sangue. Il rapinatore ferito si è recato presso Brandi, sua cugina veterinaria per farsi curare. Da quest'ultima Scola e Tiffany ottengono il nome del rapinatore: Damon Marshall, fante dei Cavalieri, una gang di bianchi, nata in prigione, che produce e vende metanfetamina. Si scopre che vive dalla zia Clay. Nel successivo blitz nasce un conflitto a fuoco dove Damon muore. Sul dorso della mano ha impresso un numero 5568. L'FBI continua a indagare sull'altro rapinatore che ha un orologio d'oro al polso. L'agente Nestor ottiene un incontro con Lyle Porter, uno spacciatore di strada che lavora per i Cavalieri. Nestor e Zidane si camuffano da compratori di met per incastrare Porter e ottenere informazioni sul secondo rapinatore. Porter in realtà tenta di rapinarli ma viene arrestato. Interrogato rivela il nome di Clint Helms, capo dei Cavalieri. La squadra, fingendo di essere venuti da Miami per comprare droga, incontra Clint in un locale. L'abilità dell'agente Nestor permette di ottenere il numero del telefono usa e getta di Clint. Con esso individuano una zona in cui fare ricerche e dove l'agente Scola trova il magazzino dal numero 5568. Fatto irruzione arrestano un tizio in procinto di preparare composti per una bomba e non droga. Nel locale Clint aveva anche incontrato Robby Wilkerson, ex soldato in congedo divenuto un fanatico. Trovano Wilkerson e la bomba nascosta in un furgone. Mentre il tempo sta per scadere, Zidane tenta invano di disinnescarla così Nestor porta Wilkerson nel furgone costringendolo a rivelare il pulsante che disinnesca l'ordigno. Nel finale, Maggie lascia Nestor a causa del suo modo di fare utile sul lavoro ma non nel loro rapporto.
- Guest star: Dale Pavinski (Clint Helms), Spencer Bang (Lyle Porter), Keith Contreras (Sergio), Kasey Connolly (Brandi), Sandra Landers (Mrs. Clay), Carmen Lamar Gonzalez (artificiere Carla Flores), Darik Bernard (Benny), Ayelet Firstenberg (medico), Preston Christopher Lawrence (poliziotto locale), Josh Berresford (Robby Wilkerson), Dave Morrissey Jr. (uomo bianco).
- Ascolti USA: 7 720 000 telespettatori[14]
- Ascolti Italia: 1 304 000 telespettatori – share 5,00%[15]

## Discordia
- Titolo originale: Discord
- Diretto da: Carlos Bernard
- Scritto da: Andy Callahan

### Trama
La squadra indaga sull'omicidio di Logan Reed, deputato del partito democratico che puntava alla riforma della polizia per le questioni razziali. Una settimana prima, presso l'abitazione di Reed, si era tenuta una manifestazione di afroamericani guidata da Damian Thomas, attivista che denunciava l'ipocrisia di Logan poiché era un ex procuratore dalla mano pesante. Thomas viene interrogato e nega ogni accusa a suo carico. Inoltre porta a conoscenza l'FBI dell'omicidio di Marcus Ervin con lo stesso modus operandi dell'assassino di Reed. La squadra parla con Sheila Ervin, madre di Marcus. Quest'ultima punta il dito sui poliziotti di zona. Pare che un poliziotto abbia pestato Marcus due giorni prima della morte. In un video recuperato, la squadra trova in Cody McCowan il pestatore, che non è un poliziotto e odia Reed per le sue tesi. McCowan lavora nel pub della madre Janine McCowan. Mentre parlano con la madre Cody entra nel pub ma riesce a scappare. Pare che il fratello Jake abbia aggredito Marcus che partecipava alla vandalizzazione del pub dei McCowan. Jake finisce in prigione dove una gang di neri lo massacra facendolo finire in coma con poche possibilità di ripresa. Quindi Cody potrebbe aver ucciso Marcus per vendetta. Interrogato Cody nega l'assassino di Marcus. Infatti Thomas viene ucciso mentre Cody è in custodia. Pare che Thomas abbia sovvenzionato Marcus trovandogli un avvocato che riesce a fare condannare Jake. L'auto di Cody è stata usata nel delitto di Thomas e quindi si sospetta di Janine, la madre di Jake e Cody. Grazie alla lettera trovata nell'ufficio del pub, Janine ha intenzione di uccidere Laila, figlia di Thomas, ad una fiaccolata in ricordo proprio di Thomas. L'agente Wallace intercetta Janine salvando Laila. Per tutto il tempo l'agente Tiffany Wallace si trova a confrontarsi tra la sua carriera come agente speciale dell'FBI e la responsabilità che sente nei confronti della sua comunità come donna nera.
- Guest star: James Vincent Meredith (Damian Thomas), Narci Regina (Laila Thomas), Alex Morf (Cody McCowan), Kate Villanova (Linda Reed), Benja K. Thomas (Sheila Ervin), Kate MacCluggage (DHS Rep), Alex Michael Stoll (Logan Reed), Anne-Marie Cusson (Janine McCowan), Marsha Regis (Jemila Scott), Douglas Rees (Warden), Daniel Martin (Alex), Joshua James Dye (Mike), Jose Guns Alves (soldato di stato), Andrew Mayer (tecnico DHS), Francesca Van Horne (Bartender), Mike Press (capo SWAT), Julia Harnett (agente ND).
- Ascolti USA: 7 360 000 telespettatori[16]
- Ascolti Italia: 1 314 000 telespettatori – share 5,00%[17]

## Oltre il limite
- Titolo originale: Walk the Line
- Diretto da: Mykelti Williamson
- Scritto da: Rick Eid

### Trama
Un'automobile munita di bomba esplode uccidendo i tre civili che si trovavano nei pressi della deflagrazione. Trovano un sospetto in Rob Salem che confessa di aver rubato l'auto esplosa per mille dollari e fornisce anche delle generiche informazioni sull'uomo che lo ha pagato. La squadra sollecita Vega Assad a aiutarli. Quest'ultimo è un informatore dell'FBI che oltre due anni fa aveva fatto un accordo che gli avrebbe evitato il rimpatrio in Siria in cambio di informazioni sulla comunità siriana da lui frequentata. A Vega viene chiesto di spiare e fotografare il ristorante di Hassan Ali, il nuovo sospettato, poiché un suo amico Joseph lavora lì come cameriere. Zidan dopo aver contratto con l'avvocato di Vega, ovvero la sua fidanzata Mona che ora ha aperto un suo studio legale, ottiene l'aiuto dell'informatore in cambio di un permesso di soggiorno. Vega però, dopo aver incontrato Ali, rifiuta di continuare a raccogliere informazioni dai suoi amici intimi sospettati. Preferisce essere processato e rimpatrio piuttosto che spiare i suoi amici. Dall'indagine si scopre che Ali non è affatto coinvolto dall'inchiesta poiché, da un video, emerge un nuovo sospettato Philip Stafford che è sull'orlo del fallimento professionale e sentimentale. Infatti sta divorziando da sua moglie Karen e la sua impresa ha dichiarato bancarotta a causa di un azzardato investimento effettuato per colpa della sorella della moglie. Si riscontra che le tre vittime erano tutte collegate a lui e per chiudere la sua vendetta manca solo la sorella di Karen. Per fortuna la squadra intercetta Philip e l'agente Scola è costretto ad ucciderlo. Omar e la sua fidanzata Mona si scontrano a causa dei diritti di Vega mettendo in tensione la loro relazione. Omar sente di non riuscire a scindere il suo essere agente con l'appartenenza a una minoranza come è accaduto all'agente Tiffany. Quest'ultima gli consiglia di essere se stesso.
- Guest star: Jaylen Moore (Vega Assad), Rock Kohli (Hassan Ali), Johnny Rivera (Jason Cassidy), Danny Fischer (Philip Stafford), Ian Poake (Nicholas Katz), Whitney Bashor (Karen Stafford), Joshua Cameron (Rob Salem), Noam Harary (Joseph), Oliver Lehne (uomo), Savannah Frazier (donna), Abdul L. Howard (poliziotto), Adam Ross Ratcliffe (artificiere), Nixon Cesar (cittadino).
- Ascolti USA: 7 660 000 telespettatori[18]
- Ascolti Italia: 1 187 000 telespettatori – share 4,70%[19]

## Il potere
- Titolo originale: Leverage
- Diretto da: John Polson
- Scritto da: Erica Meredith

### Trama
La squadra indaga sul rapimento di Addie Ricard, giornalista politica, che viene rapita e trattenuta inizialmente senza una richiesta di riscatto. Un testimone oculare, Derek Morales, racconta anche di una berlina blu usata nel rapimento. Da Diane Ricard, sorella della donna rapita, si viene a sapere che questa è divorziata e frequenta un nuovo uomo che la rende felice. La squadra deve indagare tra le relazioni di Addie per individuare il movente del suo rapimento e scopre così che l'uomo misterioso di cui ella è innamorata è il senatore Walt Hoffman. Tale informazione viene fornita dal fidanzato convivente di Isobel, Ethan Shaw, che lavora proprio per il senatore. Visionando una registrazione delle telecamere di sicurezza presenti sul luogo del rapimento, i componenti della squadra rilevano che Addie indossava uno smartwatch dotato di una connessione dati. Ne rintracciano quindi il segnale proveniente da un ritrovo per senzatetto e lì arrestano Mike Townes, ladruncolo con precedenti. Townes indica il luogo dove ha trovato l'orologio. Nel corso del successivo sopralluogo trovano del sangue e un involucro per caramelle. Dalle analisi risulta che Addie è stata lì trattenuta da Victor Branislav, nipote di Sergei Branislav. Quest'ultimo è un russo attenzionato dalla Sicurezza interna. Proprio un funzionario degli Interni mostra a Isobel un video registrato nel ristorante di Victor, dove questi s'incontra con Hoffman. La squadra invia nel ristorante Tiffany, travestita da comune agente di Polizia, per poter hackerare il telefono usa e getta di Victor, ottenendo così la lista delle chiamate tra le quali ne risulta anche una ricevuta dal telefono di Ethan. Isobel, a questo punto ormai convinta della complicità di Ethan nel rapimento, lo convoca nella sede dell'FBI per interrogarlo ufficialmente. Sotto la minaccia di venire incriminato, Ethan accetta di indossare un microfono per fare confessare Hoffman. Assistendo a distanza all'incontro tra i due, l'FBI capisce che Hoffman e Victor avevano un accordo per un progetto immobiliare da cui Hoffman avrebbe ottenuto il 10% dei profitti. L'affare non era andato in porto poiché il consiglio comunale aveva deciso di destinare ad altro i fondi del progetto. Victor pertanto rivuole indietro i soldi investiti ed è per questo che ha rapito Addie. Hoffman ha anche racimolato 700.000 dollari per pagare il riscatto e adesso attende solo di sapere quale sarà il luogo dello scambio. Sul posto, all'orario stabilito, si reca anche la squadra che arresta Sergei e Hoffman, uccide Victor e infine libera la povera Addie, rinchiusa nel bagagliaio della berlina blu. Dopo che il caso è stato risolto, la relazione tra Isobel ed Ethan ne esce fortemente incrinata, infatti Ethan, ferito dalla diffidenza mostrata da Isobel nei suoi confronti, decide di prendersi una pausa nel rapporto e di trasferirsi per qualche tempo in un hotel.
- Guest star: Michael Trucco (Ethan Shaw), Michael Park (senatore Walt Hoffman), Yasen Peyankov (Sergei Branislav), Jordan Lage (DHS Rep Belton), Paula Christensen (Diane Ricard), Cory Chapman (Mike Townes), Craig Walker (Daniel Lagos), Matthew Jeffers (Derek Morales), Natasha Murray (tecnico ERT #1), Tye Alexander (Victor Branislav), Gina Daniels (detective NYPD Smailes), Karen Izaguirre (Addie Ricard), Tjasa Ferme (cameriere).
- Ascolti USA: 8 070 000 telespettatori[20]
- Ascolti Italia: 1 405 000 telespettatori – share 5,80%[21]

## Sorveglianti e sorvegliati
- Titolo originale: Checks and Balances
- Diretto da: Stephen Surjik
- Scritto da: Tamara Jaron e Claire Demorest

### Trama
La squadra deve rintracciare due malviventi che indossano maschere di animali mentre commettono rapine a mano armata. In una di queste rapine ad un cambio assegni una guardia di sicurezza resta uccisa. Si tratta di Howard Kirkland, ex agente dell'FBI. La squadra collabora con Roger Palmer e Frank Dixon, detective della polizia. Dixon è stato anche mentore dell'agente Wallace quando era in polizia. Da subito le indagini convergono su un sospetto grazie ad un tatuaggio raffigurante una luna. Dalle telecamere del cambio assegni notano che una donna, giorni prima della rapina, tramite una microcamera nascosta in un ciondolo, registrava ciò che avveniva l'interno dell'ufficio, evitando di lasciare punti ciechi. Tale donna risulta essere stata presente anche prima delle altre rapine. Ella, spogliarellista di professione, viene interrogata e ammette di essere stata contattata da un uomo brizzolato recante il tatuaggio della luna. Costui l'aveva ingaggiata per compiere sopralluoghi in tre postazioni di cambio assegni, dietro compenso in denaro, e inviare le videoriprese a un certo numero di telefono. Attraverso tale numero la squadra risale ad un certo Justin Maynard. Nella zona resta soltanto un ultimo cambio assegni da rapinare. Mentre Maynard sta effettuando la rapina intervengono Zidane e Bell che però non riescono ad arrestare il criminale. Maynard verrà arrestato da Scola e Wallace nell'autodemolizione dove lavora. Pare che a uccidere Kirkland non sia stato Maynard, in quanto questi era soltanto un emulatore del modus operandi delle rapine. La squadra rintraccia il negozio dove sono state vendute le maschere di animali. La commessa fa una descrizione dettagliata dell'acquirente e Scola le mostra la foto di Palmer, chiedendole di riconoscerlo eventualmente. Partendo dalla risposta affermativa della donna si scopre che le rapine sono opera di poliziotti e anche Dixon viene considerato un sospetto. La Wallace non crede che il suo mentore possa essere coinvolto. Si rivolgono a Kyle Webb, ex collega di Palmer. La squadra dalle intercettazioni viene a conoscenza di un incontro tra i due. Si incontrano e, intercettati, rivelano di essere coinvolti nelle rapine e di volersi sbarazzare delle armi usate nel corso delle stesse. Poco dopo la squadra vuole fare irruzione nell'abitazione di Webb, ma questi viene trovato morto in un SUV grigio vicino alla sua abitazione. Si teme che Palmer l'abbia fatto fuori per evitare di essere scoperto. Interrogano Dixon e Wallace riesce a convincerlo a dire la verità. Dixon ha firmato un rapporto che copre Palmer. Infatti Palmer gli aveva detto di coprirlo per mezz'ora perché doveva risolvere delle questioni personali. In realtà si stava creando un alibi. Palmer viene infine arrestato, mentre Dixon non viene incriminato per falsa testimonianza.
- Guest star: Vedette Lim (Elise Taylor), Taylor Anthony Miller (Kelly Moran), Roshawn Franklin (agente Hobbs), Damon Gupton (Frank Dixon), Jeremy Davidson (Roger Palmer), Roderick Hill (Kyle Webb), Angela Wildflower (Jade), Allison Wick (Pam), Michael O'Leary (Howard Kirkland), Jill Dalton (Betsy Kirkland), Isaiah Seward (capo SWAT Dan), Paul Douglas Anderson (agente SWAT Jones), Laurence Blum (Justin Maynard), Brian Ray (Tom), Norris Lori Vega (Tecnico ERT), James Schultz (Douglas Burke), Malinda Logan (Nina Lewis), Jake Wells (agente Verone), Kimberly Marable (Tracy), Andrea Sooch (Teller), Barista (Joi Broughton).
- Ascolti USA: 8 070 000 telespettatori[22]
- Ascolti Italia: 1 163 000 telespettatori – share 4,80%[23]

## Amore fraterno
- Titolo originale: Brother's Keeper
- Diretto da: Tom Szentgyorgyi
- Scritto da: Alex Chapple

### Trama
Russell Griffin viene ucciso da un pacco esplosivo spedito a casa sua. Si tratta del marito dell'agente federale dell'ATF Henry Lasher. La squadra tenta di catturare il mittente e intercettare il suo ultimo pacco mortale. Al momento hanno soltanto un video che mostra il criminale a volto coperto. Scavano anche nei casi di Lasher e trovano un potenziale sospetto in Daniel Hudson, padre di due fratelli arrestati da Lasher. Hudson ha un alibi di ferro, infatti era in clinica per fare la chemioterapia. Dai nuovi video scoprono che il criminale ha spedito altri pacchi e il prossimo destinatario è Adam Westfall, sviluppatore di programmi per IA (intelligenza artificiale). Per fortuna Scola e Tiffany intercettano il pacco nel camion postale che esplode senza fare morti o feriti. Dai video delle telecamere scoprono un mozzicone di sigaretta lasciato dal criminale. Dal confronto del DNA ottengono una corrispondenza parziale in Mark Frazier. Mark pensa sia il fratello Richard Frazier, malato di schizofrenia paranoide e brillante matematico alla NYU. Mark crede che suo fratello si nasconda nella casa di Long Island. Fatta irruzione nell'abitazione, trovano materiale utile a fare bombe tra cui anche una attiva che Maggie rischia d'innescare a causa delle preoccupazioni create da Erin. Dalle attività d'indagine emerge che i due fratelli Frazier si incontreranno presso Times Square. Arrestano Mark ma Richard riesce a fuggire. Nella sala interrogatori, Mark rivela di aver contattato il fratello per evitare che questo muoia facendosi saltare in aria. La squadra individua il luogo dell'attentato suicida presso la sede della NYU dove si trovano i laboratori che hanno creato il programma Aurora per il sistema giudiziario. Braccato dalla squadra, Richard si rifugia in un ristorante pieno di clienti. Gran parte dei clienti vengono evacuati tranne uno. Maggie cerca di instaurare un contatto con Richard finalizzato a distrarlo. Questo permette a Omar di aggirare Richard che colto di sorpresa alle spalle, viene arrestato. Maggie cerca di fidarsi di sua sorella minore Erin, tossicodipendente riabilitata tramite Rehab e studentessa universitaria presso la Columbia University a New York. La dipendenza di Erin scaturisce da un incidente al ginocchio che causa l'abuso di ossicodone. Maggie sospetta che sua sorella Erin sia ricaduta nel tunnel della dipendenza. Infatti Maggie mette a soqquadro la camera di Erin trovando nei pantaloni una bustina contenente diverse pillole. Erin non può fare altro che confessare di esserci ricaduta. Maggie chiama una comunità di recupero a Stanford trovando un posto per la sorella Erin.
- Guest star: Adrienne Rose Bengtsson (Erin), Ben Jeffrey (Mark Frazier), Rob Campbell (Richard Frazier), Steven Michael Marcus (Daniel Hudson), Marcus Choi (Henry Lasher), Benton Greene (Russell Griffin), Rachel Paula Greene (capo della sicurezza del Campus), Jequrey Slaton (guardia di sicurezza del Campus), Anthony Goss (corriere), Nate Washburn (ragazzo in completo da uomo), Anthony Williams (capo SWAT), Brendan Dalton (ostaggio).
- Ascolti USA: 7 570 000 telespettatori[24]
- Ascolti Italia: 1 506 000 telespettatori – share 6,70%[25]

## Padri e figli
- Titolo originale: Fathers and Sons
- Diretto da: Stephen Surjik
- Scritto da: Rick Eid e Joe Halpin

### Trama
La squadra si precipita a rintracciare Nicole Wright, anestesista rapita poco dopo essere uscita dal turno in ospedale. Adam Lee, collega, era con lei ma non è in grado di fornire dettagli utili sui rapitori. Si pensa ad una rapina per soldi visto che la Wright è ricca di famiglia. L'auto con cui è avvenuto il sequestro è di Lucas Caldwell, medico internista. All'inizio si pensa sia Caldwell il sequestratore ma le telecamere di sorveglianza della sua abitazione mostrano che è stato rapito dallo stesso uomo. Così da sospettato diventa vittima. La squadra non riesce a capire il nesso dei rapimenti. Dalle indagini, grazie all'assistente di Caldwell, si scopre che possiede uno studio insieme al dottore Nelson che ha avuto un incidente. Si riscontra che entrambi hanno una seconda attività illegale di trapianto di reni in cui è coinvolta anche la gang dei Loco Twentyfive. La squadra rintraccia Lorenzo Santos, uno dei membri della gang, intento a scambiare un pacco con un altro uomo. Mentre Lorenzo fuggendo finisce investito da un camion, l'uomo di nome Pedro viene arrestato da Tiffany e Scola e rivela di essere ferito. I due scoprono che il pacco contiene ventimila dollari, il compenso dato all'uomo per vendere il suo rene. A Pedro vengono mostrate le immagini dei due rapiti e riconosce soltanto il dottore Caldwell che l'ha operato il giorno precedente. Iniziano a capire dove sia andato il rene. Infatti dalle prove raccolte dal dottore scoprono le analisi di compatibilità tra Pedro e Tony Diaz. Sospettano di Octavio Diaz un ex militare messicano riparato negli Stati Uniti per fuggire dai cartelli. Suo figlio Tony necessità di un trapianto di rene urgente che gli è stato negato numerose volte perché immigrati. Tiffany e Scola ottengono la conferma da Anna Diaz, moglie di Octavio. La donna rifiuta anche di collaborare e viene arrestata. La squadra individua in un magazzino una sala operatoria allestita per fare l'intervento. Octavio si accorge della presenza dell'FBI e inizia a sparare. Nella sparatoria che segue il dottore Caldwell viene colpito e non è più in grado di operare. Octavio chiede un nuovo chirurgo e Jubal si finge tale per convincere Octavio a desistere. Quest'ultimo non cede e Jubal non ha altra scelta che dare il segnale per abbattere Octavio. Tony viene portato in ospedale. Jubal è in tensione poiché suo figlio Tyler deve fare degli esami. Questo influisce sul suo giudizio durante il caso. Purtroppo le notizie che riceve a caso chiuso sono orribili: Tyler ha la leucemia.
- Guest star: Hannah Jane McMurray (dottoressa Nicole Wright), Luis Jose Lopez (Octavio Diaz), Ryan Preimesberger (dottore Lucas Caldwell), Mara Davi (Samantha), Ben Venturina (Lorenzo Santos), Steven Gift (Pedro), Carmen Cabrera (Anna Diaz), Kisha Barr (assistente), Jared Reinfeldt (Jake Wright), Tracey Conyer Lee (detective Ross), Caleb Reese Paul (Tyler Valentine), Daniel Petzold (dottore Adam Lee), Mark David Watson (capo SWAT).
- Ascolti USA: 8 080 000 telespettatori[26]
- Ascolti Italia: 1 227 000 telespettatori – share 5,50%[27]

## Lupi di Wall Street
- Titolo originale: Short Squeeze
- Diretto da: Joanna Kerns
- Scritto da: Rick Eid e Joe Halpin

### Trama
Tim Davis, amministratore delegato di RegularJoe, un'importante società di intermediazione sul mercato finanziario operante nel Day trading e liquidata dalla SEC e NASDAQ, viene ucciso a colpi di arma da fuoco mentre è circondato da manifestanti che protestano per i soldi perduti. Il team esamina chi aveva più da perdere dalla liquidazione della sua azienda. Nathan Gold, proprietario della Kix Bio, azienda che ha come obiettivo quello di trovare la cura contro il cancro, è tra questi visto che è un importante investitore di RegularJoe. La moglie di Davis riferisce di minacce e di un'aggressione ai loro danni mentre erano per strada da parte di uno sconosciuto. Dalle telecamere e dai social risalgono a Paul Winters, blogger e trader che si scagiona dalle accuse grazie ad un video. L'FBI così risale al numero di targa dell'auto di Elliot Plank, ex militare e daily traders. Fanno irruzione presso l'abitazione di Plank ma trovano solo la moglie. Quest'ultima riferisce che il marito Plank è andato fuori di testa dopo aver perso soldi per acquistare azioni della Kix tramite RegularJoe e letto i commenti di Gold. Ha con sé tre pistole. Scola e Tiffany sono da Winters, residente nel quartiere di Hell's Kitchen, per fargli qualche domanda. Iniziano a fioccare pallottole e ne nasce una sparatoria con Plank. Quest'ultimo tenta di fuggire ma dopo una colluttazione con l'agente Tiffany viene arrestato per l'omicidio di Davis. Scola parla con Gold per convincerlo a desistere dal suo proposito, ovvero far salire il suo patrimonio di azioni per aver più soldi da investire contro il cancro ma rischiando di mandare sul lastrico molti piccoli investitori incapaci di vedere il meccanismo perverso della finanza. Dopo essersi lasciati Scola viene aggredito alla testa. Racconta a Tiffany di aver visto, quando era a terra, un uomo a volto coperto. Si tratta dello stesso uomo che ha rapito Gold. Il rapitore mette su internet un video in cui si vede l'uomo intimare a Gold di raccontare la truffa che ha messo in piedi con la sua Kix Bio sulla cura contro il cancro che non ottiene successi, anzi ha ucciso persino un bambino. L'FBI sospetta di un movente personale che ha fatto agire il rapitore. Allison Lane, direttore generale della Kix, non ha intenzione di collaborare con l'FBI, per fortuna una collaboratrice della Kix rivela che duecento bambini hanno avuto la cura sperimentale e dichiara anche il nome del bambino morto. È il figlio di Peter Todd. Ascoltato dall'FBI rivela di non aver rapito Gold, visto che sarebbe un'azione inutile poiché non riporterebbe in vita il figlio. Inoltre, alcuni amici gli hanno dato delle dritte su come diventare short seller puntando sulla fine della Kix. Anche il proprietario della GXC Capital, Gunner Crenshaw rivale di Gold, viene ascoltato. Oltre a definire Gold truffatore e assassino di bambini, riferisce che Nick Wilkes, un suo operatore, gli ha consigliato di puntare contro la Kix convinto della truffa in atto. La collega di Wilkes racconta che ultimamente si comporta in modo strano. È ossessionato dalla Kix e dalla truffa. L'FBI scopre da una foto che c'è lui dietro il rapimento di Gold visto che Todd era un suo amico di vecchia data. Sanno anche che ha noleggiato un SUV. Nell'auto vi è un senzatetto che racconta di aver visto due uomini abbandonare il SUV e dirigersi a piedi verso dei silos. Wilkes tiene Gold in ostaggio e per liberarlo vuole che qualcuno della Kix Bio riveli la truffa. La Lane rifiuta di farlo poiché è convinta che Gold la licenzierebbe. Isobel si finge la capo ricercatrice del progetto e distrae Wilkes per permettere a Zidane di intervenire e arrestarlo. Dopo essere stato liberato, Gold intervistato continua col suo piano e le azioni salgono del 35%. Jubal, dopo aver parlato con Gold, pensa di usare la cura sul figlio. Inoltre, la precedente carriera di Scola a Wall Street e le ragioni per cui se n'è andato vengono alla luce. Scola ammette a Tiffany di essere ricco.
- Guest star: Tommy Dewey (Nathan Gold), Nicholas Richardson (Nick Wilkes), Joe Apollonio (Tim Davis), Victoire Charles (Allison Lane), Natascia Diaz (Detective Cantrell), Carolina Espiro (detective Gates), Isaiah Seward (capo SWAT), Dennis Kozee (Paul Winters), Paul Schaefer (Gunner Crenshaw), Stephanie Martignetti (Laura Davis), Joe Estlack (Peter Todd), Devon Caraway (Mrs. Plank), Jacqueline Emerson (Ava), Sonya Balsara (Nina), Christian Ryan (Trevor), Drew Morris (Uni), Dave Murgittroyd (dimostrante #1), Soraia Scicchitano (dimostrante #2), Sean Church-Gonzalez (dimostrante #3), Oraldo Austin (dimostrante #4), Jody Chang (giornalista #1), Tisola Logan (giornalista #2), Sarah Swift (giornalista #3), James Newman (Elliot Plank).
- Ascolti USA: 7 690 000 telespettatori[28]
- Ascolti Italia: 1 214 000 telespettatori – share 6,00%[29]

## Traumi
- Titolo originale: Trigger Effect
- Diretto da: Monica Raymund
- Scritto da: Andy Callahan, Tamara Jaron e Kristy Lowrey

### Trama
James e sua madre pranzano in un ristorante di New York City di proprietà di Yosef mentre avviene una sparatoria che uccide molti clienti compreso James. La squadra si affretta a determinare se fosse di matrice razziale e se ci fosse più di un uomo armato. Yosef dichiara all'FBI di aver avuto una colluttazione con il probabile assassino cioè un uomo bianco con tuta mimetica. Si tratta Matt Grimes, un addetto alla sicurezza venuto in città per sostenere un colloquio presso un'azienda di sicurezza. La sua versione regge e così viene scagionato ma fornisce anche una descrizione di un uomo bianco, alto con il volto coperto. Da un video di due sorelle che festeggiano un compleanno individuano un nome Frank Olson. Si comprende che era l'unico obiettivo. Frank lavorava in uno studio associato di avvocati e aveva licenziato un dipendente di nome Neil Jacobs. Interrogato Jacobs dichiara alla squadra di avere un alibi ovvero era in biblioteca. I riscontri confermano la sua versione. Nel frattempo la squadra riceve una segnalazione e Maggie e Omar si recano sul posto. Ma non trovano nulla poiché Elise sbaglia a fornirgli l'indirizzo giusto che è a mezzo isolato da dove si trovano. I due sentono una sparatoria e accorrono sul posto soccorrendo un ferito che rivela il rapimento di una donna Sudamerica ovvero Maria Muñoz. È proprietaria di un popolare sito Fraudstir, che dovrebbe smascherare la feccia dell'umanità. La squadra tenta di capire il nesso tra i due eventi. L'assistente di Maria conferma che riceveva molte minacce. Dalla spazzatura Maggie recupera molti biglietti con su scritto Bob. L'assistente rivela che Bob era accusato sul sito di pedofilia e che aveva intentato diffide per l'eliminazione dei commenti che Maria rifiuta di cancellare. Anche Bob Avery, era dipendente di Frank ma viene licenziato a causa dell'accusa di pedofilia, nonostante lo studio abbia fatto molte verifiche sul caso e tutte hanno dato esito negativo. Questo non fa altro che peggiorare la reputazione di Bob che ormai vede la sua vita e quella di sua moglie distrutta da false accuse. L'FBI capisce che ha ucciso Frank e rapito Maria. Quest'ultima, grazie ad una videochiamata, si mette in contatto con l'FBI che rintraccia il luogo dove si trovano ovvero l'abitazione di Maria. Fatta irruzione trovano Maria morta ma Bob ha un altro obbiettivo: Jacobs. Dalle indagini si riscontra che la foto postata sul sito è un deepfake, cioè un falso fabbricato ad arte. Infatti l'immagine di base usata per il falso è presente in un database noto online. Proprio Jacobs era invidioso della carriera di Bob e ha attivato la macchina del fango per screditarlo. A casa di Jacobs arriva Bob che si scontra in una sparatoria con Tiffany e Scola. Viene ferito ma riesce a fuggire. Ormai braccato, Bob si reca a scuola del figlio per salutarlo un'ultima volta. L'analista Elise capisce le intenzioni di Bob e avverte Maggie e Omar che accorrono sul luogo anticipandolo. Bob non può fare altro che prendere in ostaggio una studentessa. Maggie riesce a convincerlo a rilasciarla. Bob tenta così di suicidarsi ma la prontezza di Maggie evita il tragico epilogo e viene arrestato. Inoltre, Maggie inizia a notare un comportamento preoccupante da parte della sua collega Elise. Infatti nel corso delle indagini Elise commette diversi errori. Soffre ancora del trauma subito per la vicenda della bomba. Maggie prega Elise di dire la verità a Jubal o sarà costretta lei a farlo.
- Guest star: Alexander Chaplin (Neil Jacobs), Zach Appelman (Bob Avery), Matt DeAngelis (Matt Grimes), Elisha Lawson (Yosef), Flora Diaz (Lisa Avery), Christa Scott-Reed (Beth Travers), Mark David Watson (comandante SWAT), Alexis Molnar (Olivia), Hassiem Muhammad (James Adamu), NaTasha Yvette Williams (signore Adamu), Josh Riley (Man), Jenny Porrata (Maria Muñoz), William Martinez (agente NYPD), David Manuele (Josh Avery), Juliana Himawan (Hannah), Morgan McGhee (festeggiata).
- Ascolti USA: 7 590 000 telespettatori[28]
- Ascolti Italia: 1 447 000 telespettatori – share 7,40%[30]

## Scala reale
- Titolo originale: Straight Flush
- Diretto da: Alex Chapple
- Scritto da: Rick Eid, Joe Halpin, Claire Demorest e Heather Michaels

### Trama
Un killer fa irruzione durante una partita di poker privata uccidendo l'ex procuratore distrettuale Gerald Becker, il chirurgo ortopedico Paul Larson, l'investitore Elliot Sanders, l'amministratore delegato di un'azienda farmaceutica Jason Briggs e infine Felix Serrano, proprietario del ristorante Cucina Rosa. Il killer era ben informato. Sulla scena del crimine trovano lo zaino di Vincent Hodge, cameriere. Interrogato dalla squadra rivela di essere scappato evitando di essere visto dal killer. L'FBI trova un video del killer che si sbarazza dei guanti e della refurtiva. Dal test del DNA si comprende che Felix è il figlio del boss Antonio Vargas, capo del cartello Durango. Dalle impronte della refurtiva si ottiene un riscontro con Miguel Rojas, luogotenente di Vargas. La squadra rintraccia Rojas e ne nasce un inseguimento in auto. Dopo aver speronato l'auto di Rojas, la squadra riesce a arrestarlo. Rojas ottiene un accordo Isobel: in cambio della cattura di Vargas, Rojas otterrà protezione. Quest'ultimo rivela deve incontrarlo a New York la sera stessa. La squadra decide di mandare Rojas all'incontro microfonato mentre Omar e Maggie si recano in Messico per rintracciare la nuova famiglia di Vargas. All'incontro, Vargas, che conosce la verità, spara a Rojas per vendetta ma l'intervento dell'FBI evita la sua morte e permette l'arresto del boss. Nel successivo interrogatorio, Vargas rivela di aver piazzato tre bombe nella Grand Central della città da oltre due mesi, come incentivo a essere liberato in caso di nuova cattura. Anche queste bombe sono talmente sofisticate che solo il codice in possesso di Vargas può disinnescarle. L'unico modo per evitare di dare a Vargas la libertà e trovare la sua famiglia e minacciare di consegnarli a Molina, un colonnello messicano, che cerca vendetta dopo che sua moglie, noto procuratore e avvocato che si batte contro il traffico di droga, prima di essere uccisa è stata torturata in modo brutale. Omar e Maggie rintracciano Pablo, proprietario del caffè Cardinal, che rivela l'indirizzo della villa della famiglia Vargas. Con uno stratagemma, Maggie riesce ad intrufolarsi nella villa e a inviare le immagini in diretta Sofia, sua moglie, e del figlio di Vargas. Quest'ultimo, sotto la pressione di Isobel, si convince a dare la combinazione per disinnescare le bombe. L'FBI ottiene uno straordinario successo riuscendo a disarticolare il cartello di Vargas capace di detenere 25% del traffico di droga negli Stati Uniti d'America. Isobel perde il posto da vicedirettore in favore di Rina Trenholm. Quest'ultima e Jubal iniziano una relazione.
- Guest star: Vedette Lim (Elise Taylor), Taylor Anthony Miller (Kelly Moran), Roshawn Franklin (agente Hobbs), James Chen (Ian Lim), David Zayas (Antonio Vargas), Kathleen Munroe (Rina Trenholm), David Carranza (Miguel Rojas), German Santiago (Mark Lopez), Alberto Bonilla (Pablo), Jeffrey Schecter (manager), Carmen Lamar Gonzalez (Carla Flores), Ryan Vincent Anderson (detective King), Derrick Smith (Vince Hodge), Bradley James Tejeda (Felix Serrano), Jonathan Strait (James Claus), Amir Levy (Paul Larson), Denis Ooi (Elliot Sanders), Charl Brown (Jason Briggs), Mauricio Hidalgo (guardia di sicurezza), Sandy Tejada (Sofia Vargas), Kara Haller (giornalista), Dawn Yanek (giornalista), Jay Sikand (giornalista).
- Ascolti USA: 7 080 000 telespettatori[31]
- Ascolti Italia: 1 530 000 telespettatori – share 8,00%[30]